# Gy (диграф)
Gy — диграф, используемый в венгерском языке для обозначения палатального взрывного согласного звука [ɟ], /dj/, близкого по звучанию к чешской и словацкой букве Ď. В алфавите считается отдельной буквой.
Этот необычный диграф (в котором g изображает звук, обычно обозначаемый буквой d) появился благодаря влиянию итальянского: исторически, произношение /dj/ развилось из звука /dʒ́/, который в итальянском обозначался буквой g.
В старой романизации письменности буи диграф использовался для обозначения звука [t͡ɕ].